# Guru Arjan Dev Ji
El Guru Arjan Dev Ji (en panjabi: ਗੁਰੂ ਅਰਜਨ ਦੇਵ) (Goindval, Tarn Taran, 15 d'abril de 1581 - Lahore, 30 de maig de 1606) va ser el cinquè gurú dels sikhs (1581-1606) i el seu primer màrtir. Va compilar el llibre de les escriptures sikh sobre les quals està basat l'Adi Granth, i va concloure el Temple Daurat d'Amritsar, en el Panjab, a l'Índia. Va ser el primer gurú a exercir-se com a cap espiritual temporal del sikhisme, va fer créixer Amritsar com un centre comercial, i va ampliar els esforços missioners. Va ser també un prolífic poeta i un escriptor d'himnes. Va tenir èxit sota el mandat del tolerant emperador mogol Akbar, però va ser torturat fins a morir per Jahangir per no modificar l'Adi Granth, per eliminar alguns passatges que segons Jahangir, no estaven d'acord amb la doctrina de l'islam.